# Trachyleberis lytteltonensis
Trachyleberis lytteltonensis is een mosselkreeftjessoort uit de familie van de Trachyleberididae. De wetenschappelijke naam van de soort is voor het eerst geldig gepubliceerd in 1953 door Harding & Sylvester-Brady.